# Dehmaine Tabibou
Dehmaine Tabibou Assoumani (* 17. April 2005 in Drancy) ist ein französisch-komorischer Fußballspieler, der aktuell beim FC Nantes in der Ligue 1 spielt.

## Karriere

### Verein
Tabibou, der bis 2024 noch unter seinem zweiten Nachnamen, Assoumani, bekannt war, begann seine fußballerische Ausbildung im November 2010 beim FC Bourget, wo er fast fünf Jahre lang als Kind spielte. Anschließend wechselte er zu Blanc-Mesnil SF, bei denen er fast vier Jahre lang trainiert wurde. Im Sommer 2019 wechselte Tabibou dann für ein Jahr zur AAS Sarcelles und schließlich in das Ausbildungszentrum des FC Nantes. In der Saison 2021/22 spielte er einige Male für die U17-Mannschaft des Vereins, wurde jedoch auch schon bei den A-Junioren eingesetzt, die in jener Spielzeit Meister wurden. 2022/23 spielte er daraufhin für das U19-Team in der Liga, dem Pokal und der UEFA Youth League und konnte den Meistertitel, dieses Mal mit Einsatz und Tor im Finale, verteidigen. Im Oktober 2022 unterzeichnete er zudem bereits seinen ersten Profivertrag beim Verein. In der Spielzeit 2023/24 spielte er neben einigen U19-Partien, vor allem in der UEFA Youth League, für die zweite Mannschaft in der National 3. Zudem stand er schon in der Ligue 1 und der Coupe de France im Spieltagskader. Am 15. September 2024 (4. Spieltag) wurde er bei einer 1:2-Niederlage gegen Stade Reims eingewechselt und gab somit sein Profidebüt in Frankreichs höchster Spielklasse.

### Nationalmannschaft
Tabibou spielte bereits für mehrere Juniorennationalmannschaften. Mit dem U19-Nationalteam nahm er an der U19-EM 2024 teil, wo das Team ins Finale kam. Tabibou gelangen dabei zwei Vorlagen und ein Tor in vier von fünf möglichen Einsätzen.

## Erfolge
FC Nantes
- Französischer A-Junioren-Meister (2): 2022, 2023